# Wiesław Helak
Wiesław Helak (ur. 23 listopada 1948 w Warszawie) – polski prozaik, a także scenarzysta i reżyser filmowy.
W latach 1966–1967 studiował aktorstwo w warszawskiej PWST. W roku 1972 ukończył studia na Wydziale Leśnym SGGW, a w 1978 na Wydziale Reżyserii PWSFTviT w Łodzi.
W 2017 roku został laureatem Nagrody Literackiej im. Józefa Mackiewicza za powieść Nad Zbruczem. Za tę samą powieść w 2019 roku otrzymał Nagrodę Literacką i Historyczną Identitas. Jak podkreślił w laudacji prof. Maciej Urbanowski: Powieść Wiesława Helaka oryginalnie i świadomie kontynuuje ważny w polskiej prozie nurt kresowy.  Przypomina o roli ziemiaństwa dla naszej tożsamości. Jest dziełem literacko znakomitym i wyrafinowanym.

## Filmografia
Źródło: filmpolski.pl
- 1975: Spotkanie (etiuda szkolna) – scenariusz, reżyseria
- 1975: Dialog (etiuda szkolna) – reżyseria (w napisach określenie funkcji: realizacja)
- 1975: Dzieci (film dokumentalny) – scenariusz, reżyseria
- 1979: Własna wina (TV) – scenariusz, reżyseria
- 1982: Coś się kończy (TV)	 – scenariusz, reżyseria
- 1987: Opowieść Harleya – reżyseria
- 1988: Złodziej (TV) – scenariusz, reżyseria

## Twórczość literacka
- 2012: Lwowska noc (powieść)
- 2013: Scenariusze syberyjskie (zbiór czterech opowieści)
- 2014: Tryhubowa (powieść)
- 2015: Tchnienie (powieść)
- 2017: Nad Zbruczem (powieść)
- 2020: Góra Tabor (powieść)
- 2021: W stronę Seretu (powieść)[6]